# Priorado de Åsebakken
Priorado de Åsebakken, ou o Priorado de Nossa Senhora de Åsebakken, é um mosteiro beneditino de freiras em Birkerød, com cerca de 20 km ao norte de Copenhague, na Dinamarca. O priorado faz parte da Congregação Beuronense dentro da Confederação Beneditina.

## História
Em 1898, o Vigário Apostólico da Dinamarca, Johannes von Euch, abordou o mosteiro das Irmãs da Adoração Perpétua em Innsbruck, Áustria, com o convite para estabelecer uma comunidade monástica em sua prelatura. Durante 1902-3, com o apoio financeiro da Baronesa Maria von Wacken Hartig, as Irmãs adquiriram dois terrenos em Copenhague. A construção deles, no entanto, não foi iniciada até 1913 e durou até o ano seguinte.
Em junho de 1914, um grupo de sete Irmãs deixou a Áustria sob a liderança da Prioresa M. Birgitta von Wacken Hartig, e o mosteiro foi formalmente estabelecido no dia 8 de outubro seguinte. Nesse mesmo dia, duas mulheres dinamarquesas foram recebidas como postulantes na comunidade. Em poucos anos, a comunidade contava com mais de vinte irmãs.
Em 1935, as Irmãs foram conduzidas em um retiro espiritual com o Padre Watler Czernin, O.S.B., um monge da Abadia de Beuron, na Alemanha. Através deste exercício, a comunidade decidiu se submeter à Regra de São Bento. Toda a comunidade iniciou o noviciado canônico em 24 de outubro de 1936. Fizeram a profissão dos votos religiosos como monjas beneditinas no dia 8 de dezembro do ano seguinte.
O mosteiro mudou-se para a localização atual, uma antiga casa de campo, em 1942. Embora a Constituição Beuronense tenha sido adotada em 1936, a incorporação formal na Congregação Beuronense foi concluída apenas em 1988.

Sob a liderança de Czernin, em 1948 uma das freiras ajudou a fundar um mosteiro no Brasil, o Mosteiro de São João em São Paulo.